# Franchot Tone

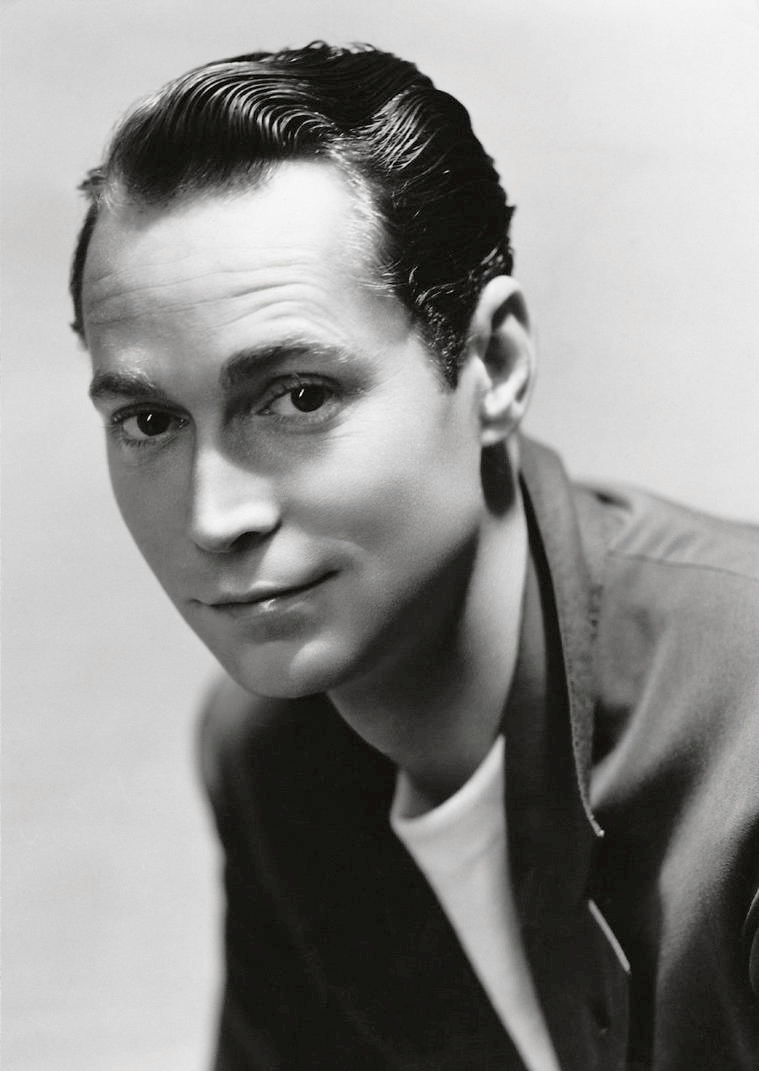
Franchot Tone (1938)

Franchot Tone, geboren als Stanislas Pascal Franchot Tone (Niagara Falls, 27 februari 1905 - New York, 18 september 1968), was een Amerikaans acteur.

## Biografie
Franchot was de jongste zoon van Dr. Frank Jerome Tone en zijn vrouw Getrude Franchot. Franchot werkte in een zaak die door de familie heen ging, maar gaf dat op om te acteren. Franchot ging het theater in. In 1929 brak hij door in Broadway door zijn rol in The Age of Innocence.
In 1932 werd hem een contract aangeboden bij MGM en nam die aan. Zijn doorbraak was nog dat jaar, in de film The Wiser Sex. In 1933 speelde hij in zeven films: Bombshell, Today We Live, Gabriel Over the White House, Midnight Mary, Stage Mother, Dancing Lady en The Stranger's Return. Op de set van Today We Live leerde hij Joan Crawford kennen.
1934 was niet echt een ander jaar dan 1933. Franchot speelde dit jaar in zes films: Moulin Rouge, Sadie McKee, The World Moves On, The Girl from Missouri, Straight Is the Way en Gentlemen Are Born.
1935 was zijn topjaar. Hij speelde dat jaar in Mutiny on the Bounty, waarvoor hij genomineerd werd voor een Academy Award voor Beste Acteur. Na in de film The Lives of a Bengal Lancer gespeeld te hebben, speelde hij naast Bette Davis in de bekroonde film Dangerous. Hij trouwde ook op 11 oktober dat jaar met Joan Crawford.
Na met Crawford gespeeld te hebben in Today We Live, Dancing Lady en Sadie McKee, speelde hij ook met haar in No More Ladies (1935), The Gorgeous Hussy (1936), Love on the Run (1936) en The Bride Wore Red (1937).
Franchot en Joan scheidden op 11 april 1939, waarna hij in 1941 trouwde met de achttien jaar jongere actrice Jean Wallace. Ze kregen voordat ze scheidden in 1948 twee kinderen. Daarna trouwde hij een jaar (1951 - 1952) met actrice Barbara Payton en zijn laatste bruiloft was in 1956; toen trouwde hij met 29 jaar jongere actrice Dolores Dorn. Zij scheidden in 1959.
In de jaren 50 ging Franchots carrière verder met voornamelijk televisiewerk. Ook ging hij terug naar Broadway.
Franchot stierf in 1968 op 63-jarige leeftijd aan longkanker.
- Biblioteca Nacional de España: XX1055353
- Bibliothèque nationale de France: cb14044812q (data)
- Catàleg d'autoritats de noms i títols de Catalunya: 981058509064706706
- Gemeinsame Normdatei: 117405345
- International Standard Name Identifier: 0000 0000 8376 3273
- Library of Congress Control Number: n80018759
- Nationale Bibliotheek van Israël: 987007329880505171
- Nederlandse Thesaurus van Auteursnamen: 353726907
- SNAC: w6dj5t54
- Système universitaire de documentation: 115293353
- Virtual International Authority File: 42041747
- WorldCat: E39PBJcBYVFPd9M87k6JjY9qwC